# Sophrops pexicollis
Sophrops pexicollis är en skalbaggsart som beskrevs av Leon Fairmaire 1886. Sophrops pexicollis ingår i släktet Sophrops och familjen Melolonthidae. Inga underarter finns listade i Catalogue of Life.